# On the Level (film 1915)
On the Level è un cortometraggio muto del 1915 diretto da William Worthington

## Produzione
Il film fu prodotto dall'Universal Gold Seal (Universal Film Manufacturing Company)

## Distribuzione
Distribuito dall'Universal Film Manufacturing Company, il film - un cortometraggio in due bobine - uscì nelle sale cinematografiche degli Stati Uniti il 9 novembre 1915.